# Polska na Mistrzostwach Świata w Lekkoatletyce 1997
Polska na Mistrzostwach Świata w Lekkoatletyce 1997 – reprezentacja Polski podczas czempionatu w Atenach zdobyła trzy medale. W tabeli medalowej Polacy uplasowali się na ex aequo 14. pozycji, w klasyfikacji punktowej zajęli ex aequo 15. lokatę.

## Rezultaty

### Mężczyźni
- Bieg na 100 m
  - Ryszard Pilarczyk odpadł w ćwierćfinale
- Bieg na 200 m
  - Ryszard Pilarczyk odpadł w eliminacjach
- Bieg na 400 m
  - Tomasz Czubak odpadł w półfinale
- Bieg na 1500 m
  - Piotr Rostkowski odpadł w eliminacjach
- Bieg na 3000 m z przeszkodami
  - Michał Bartoszak odpadł w eliminacjach
  - Adam Dobrzyński odpadł w półfinale
  - Rafał Wójcik odpadł w półfinale
- Bieg na 110 m przez płotki
  - Artur Kohutek wywalczył awans do finału, ale nie wystartował w nim z powodu kontuzji[1]
  - Ronald Mehlich odpadł w eliminacjach
  - Tomasz Ścigaczewski odpadł w eliminacjach
- Bieg na 400 m przez płotki
  - Paweł Januszewski odpadł w półfinale
- Skok wzwyż
  - Artur Partyka  zajął 2. miejsce i zdobył srebrny medal
  - Jarosław Kotewicz odpadł w eliminacjach
- Skok w dal
  - Krzysztof Łuczak odpadł w eliminacjach
  - Grzegorz Marciniszyn odpadł w eliminacjach
- Rzut młotem
  - Maciej Pałyszko odpadł w eliminacjach
- Rzut oszczepem
  - Rajmund Kółko odpadł w eliminacjach
- Dziesięciobój
  - Sebastian Chmara nie został sklasyfikowany (wystartował w 5 konkurencjach)
- Chód na 20 km
  - Jacek Muller zajął 14. miejsce
- Chód na 50 km
  - Robert Korzeniowski  zajął 1. miejsce i zdobył złoty medal
  - Tomasz Lipiec zajął 5. miejsce
  - Jacek Muller nie ukończył konkurencji (dyskwalifikacja)
- Sztafeta 4x100 m
  - Marcin Krzywański, Dariusz Adamczyk, Piotr Balcerzak i Ryszard Pilarczyk odpadli w półfinale
- Sztafeta 4x400 m
  - Tomasz Czubak, Piotr Rysiukiewicz, Piotr Haczek i Robert Maćkowiak  zajęli 3. miejsce i zdobyli brązowy medal

### Kobiety
- Bieg na 800 m
  - Małgorzata Rydz odpadła w półfinale
- Bieg na 1500 m
  - Małgorzata Rydz zajęła 12. miejsce
- Bieg na 110 m przez płotki
  - Anna Leszczyńska odpadła w eliminacjach
  - Aneta Sosnowska odpadła w eliminacjach
- Skok w dal
  - Agata Karczmarek odpadła w eliminacjach
- Pchnięcie kulą
  - Krystyna Danilczyk zajęła 8. miejsce
- Rzut oszczepem
  - Ewa Rybak odpadła w eliminacjach
- Siedmiobój
  - Urszula Włodarczyk zajęła 4. miejsce